# 埃夫勒王朝
埃夫勒王朝（西班牙語：Casa de Évreux），法國和西班牙歷史上的一個王朝，是法國卡佩王朝的分支，曾統治納瓦拉王國。